# Phosphuga
Phosphuga is een geslacht van kevers uit de familie aaskevers (Silphidae). In Nederland komt alleen de slakkenaaskever Phosphuga atrata (afgebeeld) voor.